# Kleți, Prîlukî
Kleți (în ucraineană Клеці) este un sat în așezarea urbană Mala Divîțea din raionul Prîlukî, regiunea Cernihiv, Ucraina.

## Demografie
Componența lingvistică a localității Kleți
     Ucraineană (100%)
Conform recensământului din 2001, toată populația localității Kleți era vorbitoare de ucraineană (100%).